# Puente Grande
Puente Grande ist ein Ort im Municipio Tonalá im mexikanischen Bundesstaat Jalisco, der südöstlich der Landeshauptstadt Guadalajara liegt.
Puente Grande liegt 1.460 Meter über NN und hatte beim Zensus 2010 5.664 Einwohner.

## Etymologie
Der Name des Ortes (Große Brücke) leitet sich von der massiven und majestätischen Brücke ab, die 1718 errichtet wurde und mit 26 Bögen den Río Grande de Santiago überspannt.

## Gefängnis
Der Ort ist vor allem wegen seines gleichnamigen Hochsicherheitsgefängnisses Puente Grande bekannt, das als das zweitsicherste Gefängnis von Mexiko gilt. Zu seinen Insassen zähl(t)en einige hochrangige Bosse aus dem mexikanischen Drogenmilieu, wie zum Beispiel José de Jesús Méndez alias „El Chango“, einer der Gründer der Familia Michoacana, und Alfredo Beltrán Leyva „El Mochomo“, einer der Bosse des Beltrán-Leyva-Kartells.
Der international bekannteste Häftling von Puente Grande war El Chapo. Dem Boss des Sinaloa-Kartells gelang am 19. Januar 2001 eine spektakuläre Flucht, an der Teile des Gefängnispersonals mutmaßlich beteiligt waren.
Eines der Hauptprobleme des Gefängnisses ist die permanente Überbelegung. In seinen insgesamt vier Strafanstalten sitzen mehr als 12.000 Häftlinge ein.